# فوکندورف
فوکندورف (به آلمانی: Fockendorf) یک شهر در آلمان است که در اتنبرگر لند واقع شده‌است. فوکندورف ۹۰۵ نفر جمعیت دارد.